# Megaselia morena
Megaselia morena är en tvåvingeart som beskrevs av Borgmeier 1962. Megaselia morena ingår i släktet Megaselia och familjen puckelflugor. Inga underarter finns listade i Catalogue of Life.